# Strada statale 48 delle Dolomiti
La strada statale 48 delle Dolomiti (SS 48) (in tedesco Große Dolomitenstraße), strada regionale 48 delle Dolomiti (SR 48) in Veneto e in Trentino è una strada statale e regionale italiana. È una strada di montagna che percorre l'area dolomitica dall'Alto Adige, attraverso il Trentino fino al Cadore (provincia di Belluno) attraversando scenari montani molto suggestivi.

## Storia

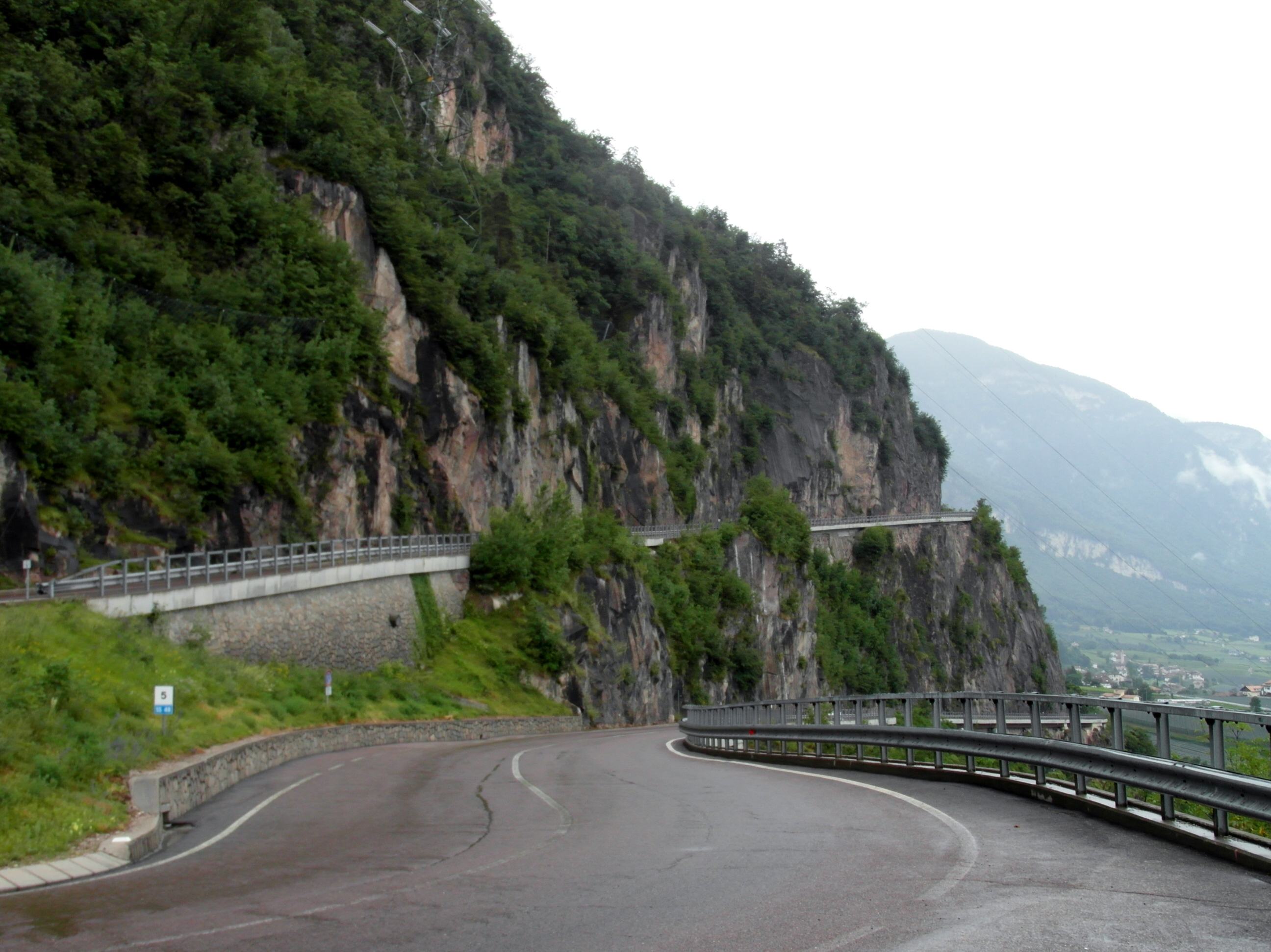
Uno dei primi tornanti della SS48

La parte fra Vigo di Fassa e Cortina d'Ampezzo è una strada turistica storica che corrisponde alla cosiddetta Grande strada delle Dolomiti (in tedesco Große Dolomitenstraße), progettata da membri sudtirolesi del Deutscher und Österreichischer Alpenverein (Theodor Christomannos e Albert Wachtler) alla fine dell'Ottocento e completata nel 1909.
La strada statale nasce nel 1928 con il percorso "Lavis – Predazzo – Campitello – Livianallongo – Cortina d'Ampezzo – Auronzo – Cimagogna con diramazione per il Lago di Misurina fino a Carbonin".
Nel 1934 viene scorporato il tratto di 46 km da Lavis a Castel di Fiemme e il caposaldo viene spostato ad Ora, con inclusione di un tratto di 22 km: il percorso dismesso ritornerà tra le statali nel 1973 come Strada Statale 612 della Val di Cembra.
Nel 1992 è stata costruita una strada di fondovalle denominata strada provinciale 232 della Valle di Fiemme con la funzione di variante a scorrimento veloce, in parte in viadotto e in parte in galleria, tra il comune di Castello-Molina di Fiemme e il bivio per il passo Rolle, poco prima di Predazzo.

### Competenza del tracciato
In seguito al decreto legislativo 2 settembre 1997, n° 320, dal 1º luglio 1998 la gestione in Trentino-Alto Adige è passata dall'ANAS alla Provincia autonoma di Bolzano e alla Provincia autonoma di Trento, che hanno lasciato la classificazione e la sigla di statale (SS) alla strada in quanto la strada rimane di proprietà dello Stato.
In seguito invece al decreto legislativo n. 112 del 1998, dal 2001 la proprietà del tratto veneto è passata dall'ANAS alla Regione Veneto, che ha devoluto la gestione alla Veneto Strade S.p.A..

## Percorso

### Da Ora al passo Pordoi
Inizia a Ora, in provincia di Bolzano, staccandosi dalla strada statale 12 dell'Abetone e del Brennero. Da Ora inizia la salita per passo di San Lugano e intanto la strada punta verso sud, supera quattro tornanti ed entra nel centro abitato di Montagna. Superata Montagna, la strada punta verso est ed entra in comune di Trodena nel parco naturale, nelle frazioni di Fontanefredde e San Lugano, dove sale sull'omonimo passo.
La strada scende dal passo di San Lugano ed entra in provincia di Trento, nella val di Fiemme, dov'entra nel centri abitati di Carano, Castello-Molina di Fiemme, Cavalese, Tesero, Panchià e Ziano di Fiemme. Superata Ziano di Fiemme, la strada percorre parallela il torrente Avisio, punta verso nord e raggiunge Predazzo, dove incrocia la strada statale 50 del Grappa e del Passo Rolle e attraversa la frazione di Mezzavalle.
Superata Mezzavalle, entra in val di Fassa, nella frazione di Forno del comune di Moena, il cui capoluogo viene superato grazie a una nuova variante. Superata Moena, entra nel comune di Soraga di Fassa, costeggiando l'omonimo lago e poi in quello di San Giovanni di Fassa, dove incrocia, nella frazione di Vigo di Fassa, la strada statale 241 di Val d'Ega e Passo di Costalunga.
Superata Vigo di Fassa, entra nella frazione di Pozza di Fassa e oltre al medesimo centro abitato la strada attraversa la frazione di Pera di Fassa. Successivamente la strada punta verso est appena entrata in comune di Mazzin, dove attraversa il capoluogo, la frazione di Campestrin e Fontanazzo. Superato tale comune, la strada raggiunge il comune di Campitello di Fassa e poi quello di Canazei, dove interseca la strada statale 641 del Passo Fedaia.
Da Canazei inizia la salita, durante la quale si stacca la Strada statale 242 di Val Gardena e Passo Sella, per il passo Pordoi (2239 m s.l.m.), che si raggiunge con un alto numero di tornanti. Al passo Pordoi, la strada entra in Veneto, in provincia di Belluno.

### Dal Passo Pordoi a Cima Gogna
Per scendere dal Passo Pordoi, la strada compie 33 tornanti ed entra ad Agordino. Ad Arabba (dove incrocia la strada statale 244 della Val Badia), nel comune di Livinallongo del Col di Lana, la strada punta verso est. Superata Arabba, entra in altre località del comune e successivamente attraversa ll capoluogo, dove incrocia la strada statale 563 di Salesei. Attraversato il capoluogo attraversa le frazioni di Andraz e di Cernadoi, dove incrocia la strada statale 203 Agordina.
Da Cernadoi la strada punta verso nord e inizia la salita per il passo di Falzarego, che si raggiunge con 13 tornanti. Scesi dal passo, la strada entra nell'Ampezzano, nella frazione di Pocol, nel comune di Cortina d'Ampezzo, dove incrocia la strada statale 638 del Passo di Giau. Giunti a Cortina d'Ampezzo, viene incrociata la strada statale 51 di Alemagna e la SS 48 prosegue verso est e inizia a salire per il passo Tre Croci. Scesa dal passo Tre Croci, la strada entra in Cadore, nella val d'Ansiei, e incrocia la diramazione SS 48 bis (oggi SP 49) per Misurina.
La strada percorre parallela il torrente Ansiei ed entra in comune di Auronzo di Cadore, attraversando diverse località e il capoluogo, dove interseca la strada statale 532 del Passo di Sant'Antonio. Superata Auronzo di Cadore, la strada incrocia lo svincolo della strada statale 52 Carnica per il Comelico, mentre la SS 48 prosegue dritta, puntando verso sud, e termina nella frazione di Cima Gogna, innestandosi nella strada statale 52 Carnica.

## Strada statale 48 bis di Misurina
Anche la ex SS 48 bis di Misurina è passata alla Provincia di Bolzano e a Veneto Strade, la tratta nella Provincia di Bolzano ha mantenuto il numero originale, mentre la sezione nel bellunese è stata rinumerata in SP 49 di Misurina.